# Лонсестон (Тасмания)
Ло́нсестон (англ. Launceston) — город в Австралии.

## География
Город Лонсестон находится на северо-востоке принадлежащего Австралии острова Тасмания, у входа в долину Теймар. У Лонсестона сливаются воды рек Норт-Эск и Саут-Эск в единую реку Теймар, широкую, как озеро, и впадающую на 60 километров севернее города в Бассов пролив.

### Климат
Климат океанический умеренный. Лето умеренно тёплое, зима — прохладная.
| Показатель                                | Янв. | Фев. | Март | Апр. | Май  | Июнь | Июль | Авг. | Сен. | Окт. | Нояб. | Дек. | Год   |
| ----------------------------------------- | ---- | ---- | ---- | ---- | ---- | ---- | ---- | ---- | ---- | ---- | ----- | ---- | ----- |
| Абсолютный максимум, °C                   | 39,0 | 34,4 | 33,0 | 27,7 | 22,0 | 18,4 | 18,4 | 20,3 | 24,8 | 28,7 | 30,7  | 33,8 | 39,0  |
| Средний максимум, °C                      | 24,3 | 24,6 | 22,5 | 18,9 | 15,8 | 13,1 | 12,6 | 13,8 | 15,6 | 18,0 | 20,5  | 22,4 | 18,5  |
| Средний минимум, °C                       | 12,3 | 12,3 | 10,2 | 7,5  | 5,1  | 2,9  | 2,3  | 3,7  | 5,2  | 6,9  | 9,0   | 10,7 | 7,3   |
| Абсолютный минимум, °C                    | 2,5  | 3,4  | 0,5  | −1,5 | −3   | −4,9 | −5,2 | −3,5 | −2,4 | −1,4 | −2    | 2,0  | −5,2  |
| Норма осадков, мм                         | 44,4 | 30,8 | 39,1 | 51,9 | 62,6 | 66,8 | 76,8 | 88,4 | 66,6 | 50,8 | 52,9  | 46,9 | 679,9 |
| Источник: Австралийское бюро метеорологии |      |      |      |      |      |      |      |      |      |      |       |      |       |

## История
Лонсестон был основан в 1806 году полковником Уильямом Патерсоном, и поэтому первоначально носил название Патерсония. Однако вскоре У. Патерсон меняет его, в честь тогдашнего губернатора Австралии Филипа Кинга, родившегося в городке Лонстон (Лонсестон) в Корнуолле. Первое поселение — военный лагерь отряда Патерсона, появился в окрестностях Лонсестона в 1804 году (на территории нынешнего Джорджтауна). Затем через несколько недель он был перенесён далее вглубь острова, на место нынешнего Йорктауна. Через год лагерь вновь был перемещён, уже окончательно, на территорию нынешнего города.

### Флаг

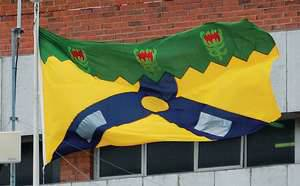
Флаг города Лонсестон

Три линии, пересекающие флаг, символизируют три реки, которые протекают через город — Норт-Эск, Саут-Эск и Теймар. Зелёный пояс в верхней части представляет парки, сады и окрестные деревни. Цветы представляют красоту природы.

## Население
Численность населения Лонсестона составляет 106 153 человек (на 2006 год), что делает его вторым по величине городом Тасмании (после её столицы, Хобарта), а также 17-м во всей Австралии.

### Известные люди
- Здесь родился австралийский учёный Грин, Дэвид Хедли и известный актёр Саймон Бейкер

## Достопримечательности
Основанный в 1806 году, Лонсестон является одним из старейших городов Австралии. Богат парками, за что носит в Тасмании имя «город-сад Севера». В центре Лонсестона сохранились великолепные постройки, созданные в викторианском стиле.
Достойно посещения также скальное ущелье Катаракт Гордж (англ. Cataract Gorge), находящееся в 2 километрах западнее центра Лонсестона. По тропинке, ведущей вдоль ущелья, можно выйти к величественным озёрам и водопадам. Интересен также наиболее посещаемый в Тасмании парк аттракционов Пенни Ройал Уорлд, представляющей собой одновременно музей под открытым небом и место развлечений.